# Jan Meerman
Jan Cornelis Meerman ( 30 de agosto de 1955 ) es un biólogo neerlandés. Estudió biología y ecología en la Universidad Agrícola de Wageningen.
En 1989 se estableció en Belice. De 1989 a 1994 fue el gerente de la Reserva Natural de Shipstern, una reserva natural de 8.000 ha en el Distrito de Corozal en Belice.
Fue el director de una empresa que se ocupaba de la Evaluación Ambiental en Belice en el año 1994. También es director de una organización sin fines de lucro que se ocupa del inventario de la biodiversidad en Belice. También da talleres en Belice y en Iquitos en Perú con lecciones sobre la selva tropical.
Tiene numerosas publicaciones sobre la naturaleza y especies animales y vegetales de América central en su haber. A continuación se presentan las publicaciones sobre las mariposas y las flores de la pasión de Belice.
Un ejemplo de una especie vegetal que ha publicados conjuntamente, Passiflora lancetillensis J.M.MacDougal & Meerman (2003).
- La abreviatura «Meerman» se emplea para indicar a Jan Meerman como autoridad en la descripción y clasificación científica de los vegetales.[1]